# Milan Gajić (Fußballspieler, 1996)
Milan Gajić (serbisch-kyrillisch Милан Гајић; * 28. Januar 1996 in Vukovar, Kroatien) ist ein serbischer Fußballspieler.

## Karriere

### Verein
Gajić begann seine Karriere beim OFK Belgrad. Im Juli 2013 debütierte er für die Profis des OFK gegen den FK Voždovac in der SuperLiga. In der Saison 2013/14 kam er zu 22 Einsätzen in der höchsten serbischen Spielklasse. In der Saison 2014/15 absolvierte er 24 Spiele in der SuperLiga.
Zur Saison 2015/16 wechselte Gajić nach Frankreich zu Girondins Bordeaux. In der Saison 2015/16 kam er zu neun Einsätzen für Bordeaux in der Ligue 1. In der Spielzeit 2016/17 absolvierte der Außenverteidiger 14 Partien in der höchsten französischen Spielklasse. In der Saison 2017/18 kam er nur zu vier Einsätzen, in der Saison 2018/19 absolvierte er bis zur Winterpause gar nur eine Partie und stand zumeist nicht mehr im Spieltagskader.
Daraufhin kehrte Gajić im Februar 2019 nach Serbien zurück und schloss sich dem FK Roter Stern Belgrad an. Bis zum Ende der Spielzeit kam er zu elf Einsätzen, mit Roter Stern wurde er zu Saisonende Meister. Roter Stern qualifizierte sich in Folge in der Saison 2019/20 auch für die UEFA Champions League, der Außenverteidiger wurde aber nicht für den Kader für die Gruppenphase nominiert. In der Liga kam er in der Saison 2019/20 zu 15 Einsätzen, mit dem Hauptstadtklub gelang ihm die Titelverteidigung. In der Saison 2020/21 verpassten die Serben dann die Qualifikation für die Champions League, stattdessen qualifizierte man sich für die UEFA Europa League. In dieser war Gajić diesmal gesetzt und kam bis zum Ausscheiden im Sechzehntelfinale immer zum Einsatz. In der heimischen Liga absolvierte er 35 Partien; Roter Stern wurde erneut Meister. Auch in der Saison 2021/22 verpasste er mit seiner Mannschaft die Champions League, der Sprung in die Europa League wurde aber abermals geschafft. Bis zum Ausscheiden im Achtelfinale absolvierte er nun fünf Partien. In der SuperLiga kam er zu 31 Einsätzen für Roter Stern und holte seinen vierten Meistertitel in Folge.
Nach dreieinhalb Jahren verließ Gajić Belgrad und wechselte zur Saison 2022/23 nach Russland zu ZSKA Moskau.

### Nationalmannschaft
Der gebürtige Kroate spielte ab der U-17 für sämtliche serbische Jugendnationalauswahlen. Mit der U-19-Mannschaft nahm er 2014 an der EM teil. Bei dieser erreichten die Serben das Halbfinale, der Außenverteidiger kam zu zwei Einsätzen während des Turniers. Durch das Erreichen des Halbfinales durfte die serbische U-20-Auswahl 2015 an der WM teilnehmen, für die Gajić ebenfalls nominiert wurde. Mit Serbiens U-20 wurde er Weltmeister, während des Bewerbs kam er in sechs der sieben Spiele zum Einsatz, nur das Viertelfinale verpasste er gesperrt.
Mit dem U-21-Team qualifizierte er sich für die EM 2017. Mit Serbien schied er aber als Dritter der Gruppe B in der Vorrunde aus, während des Turniers kam er zweimal zum Zug. Auch für die EM 2019 schaffte Gajić mit den Serben die Qualifikation. Serbien blieb punktelos, Gajić kam erneut zweimal zum Einsatz.
Im März 2019 stand der Verteidiger erstmals im Kader der A-Nationalmannschaft. Sein Debüt gab er im März 2021 in der WM-Qualifikation gegen Irland.